# جرزجورز كوشفيك
جچيجوچ كوشفيك (كما ينطق باللغة البولندية) (بالبولندية: Grzegorz Kuświk) (مواليد 23 مايو 1987) هو لاعب كرة قدم بولندي يلعب حاليًا لنادي ليخيا غدانسك البولندي.

## روابط خارجية
- جرزجورز كوشفيك على موقع قاعدة بيانات كرة القدم.إي يو (الإنجليزية)
- جرزجورز كوشفيك على موقع Soccerway.com (الإنجليزية)